# Ragnar Grippe
Ragnar Grippe (* 1951 in Stockholm) ist ein schwedischer Musiker und Komponist für  elektronische, sowie auch klassische Musik.
Grippe gehört mit über 300 Werken im Bereich, des Filmes, Fernsehen, Radio-Jingles, modernen Tanz, Kammermusik, sinfonische Musik  und elektronische Musik etc. zu den bekanntesten Komponisten und Musikern Schwedens. Besonders bekannt wurde er durch die charakteristische Filmmusik in der schwedischen Filmreihe Jönssonligan (Die Jönsson-Bande), die ähnlich, wie bei der nahe verwandten Olsenbande mit Bent Fabricius-Bjerre, als variierender Ohrwurm angelegt ist. Ebenso komponierte er die Filmmusik zu der schwedischen Fernsehserie Svensson, Svensson. Des Weiteren veröffentlichte er mehrerer seiner Musikstücke bei dem schwedischen Label Elektronmusikstudion in Stockholm auf Schallplatte und CD. Ragnar Grippe ist Sohn des schwedischen Sängers und Musikers Solvig Grippe.

## Kompositionen
- 1978: Sand
- 1985: Conversations
- 1986: The Room
- 1990: Musique Pour Orgue
- 1993: Pianokonsert
- 1994: Requiem

## Filmografie
- 1979: Kejsaren, Sista leken
- 1980: The Sleep of Death
- 1981–1986: Jönssonligan (schwedische Filmreihe)
- 1982: En flicka på halsen
- 1984: Sista leken
- 1985: Dianas Geheimnis - Von Geistern verfolgt
- 1986: Skuggan av Henry
- 1986: Anmäld försvunnen
- 1986: Beskyddarna
- 1994: Svensson, Svensson (schwedische Fernsehserie)
- 1997: Svensson, Svensson (schwedischer Fernsehfilm)
- 2003: Föräldramötet

## Diskografie
- 1971: International Electronics (LP)
- 1994: Bits And Pieces (3xCD)
- 1995: Contemporary Swedish Music (CD)